# Tijmen Reyenga
Tijmen Reyenga ('s-Hertogenbosch, 10 de outubro de 1999) é um jogador de hóquei sobre a grama neerlandês.

## Carreira
A nível de clubes, Tijmen Reienga começou no HC's-Hertogenbosch e depois mudou-se para Eindhoven, para o Hockeyclub Oranje-Rood. Em janeiro de 2023, na Copa do Mundo de Bhubaneswar, os holandeses derrotaram o time da Coreia do Sul por 5 a 1 nas quartas de final. Nas semifinais, os holandeses perderam para os belgas nos pênaltis. Eles venceram a partida pela medalha de bronze por 3 a 1 contra os australianos. Reyenga disputou todos os seis jogos. Em agosto de 2023, no Campeonato Europeu em Mönchengladbach, os holandeses venceram a Bélgica por 3 a 2 nas semifinais e a Inglaterra por 2 a 1 na final.
Nos Jogos Olímpicos de Verão de 2024, em Paris, conquistou a medalha de ouro no torneio masculino do hóquei sobre a grama, após vencer na final confronto contra a equipe alemã por pênaltis.